# Chrysler Airflow
Pour le modèle de 2022, voir Chrysler Airflow (EV).
La Chrysler Airflow est une des premières automobiles de série des années 1930 à s'intéresser de près à l'aérodynamique et à l'offrir de série, d'où le nom qui signifie flux d'air. Elle est ainsi l'emblème le plus expressif du courant Streamline Moderne, cette tendance aux États-Unis à dessiner des lignes courbes et très fluides. Néanmoins, ce courant moderne appliqué sur une automobile de série se révèle trop innovant pour susciter, outre un succès d'estime, un succès commercial.
En Europe des solutions aérodynamiques équivalentes ont été mises en œuvre par les ingénieurs Paul Jaray et Hans Ledwinka pour le dessin de la tout aussi profilée Tatra 77 qui est son exacte contemporaine.
Elle est produite entre 1934 et 1937 par la marque automobile américaine Chrysler en quatre séries et sa production totale atteint seulement les 29 878 exemplaires.
DeSoto, une autre marque du groupe Chrysler Corporation produira la DeSoto Airflow de 1934 à 1936. Dotées d'une carrosserie identique, mais plus courtes que les Chrysler en raison de leur moteur à 6 cylindres, elles compteront au total 25 737 exemplaires, battant même Chrysler la première année.

## Historique

### Streamline Moderne
Le jeudi 24 octobre 1929 survient le krach financier de Wall Street, plongeant l'économie mondiale dans une période de récession, dénommée Grande Dépression. Les industries américaines sont les premières touchées, faisant dégringoler les ventes automobiles : 2 500 000 sont produits en 1930 puis seulement 1 500 000 en 1932.
C'est dans cette période, régie par de nombreuses contraintes établies par les conséquences de la dépression, que naissent un certain nombre de créateurs, prêts à bousculer les conventions stylistiques et apporter du sang neuf à l'automobile. Des figures emblématiques comme Raymond Loewy, Walter Teague, Henry Dreyfuss, Norman Bel Geddes et Harold Van Doren imaginent un nouveau courant artistique, le Streamline Moderne, qui consiste à appliquer des formes fluides sur des objets usuels comme l'architecture ou les transports. Raymond Loewy est à l'origine de nombreux emblèmes de l'American way of life, comme l'autocar GX-1 des Greyhound Lines, le distributeur de Coca-Cola, etc. Il s'intéresse rapidement au domaine des transports et dessine ainsi les locomotives pour la Pennsylvania Railroad. Cependant, les constructeurs automobiles sont plus réticents à appliquer les principes du Streamline (ligne fluide) à l'automobile. Il s'agit de simplifier les formes, d'intégrer les accessoires et d'effacer les aspérités. En 1932, Hupmobile définit la ligne Aerodynamic, avec le concours de Loewy. Les phares sont ainsi intégrés à la carrosserie et la roue de secours est carénée.
En 1933 a lieu l'exposition universelle de Chicago, sur le thème « A Century of Progress » (Un siècle de progrès). Les visiteurs et industriels y découvrent de nouveaux modèles, de nouveaux dessins et de nouvelles carrosseries. Chrysler devient le premier groupe industriel à commercialiser une automobile inspirée par le Streamline. Issue du département Art & Colour, la Crysler Airflow voit le jour en février 1934, au salon de New York.

### Conception
La paternité de la conception de l'Airflow est difficile à établir étant donné que de nombreux ingénieurs et stylistes se sont réunis autour de ce même projet. Le chef de projet est Carl Breer, directeur technique de la marque entre 1925 et 1949, aidé dans la conception aérodynamique par l’aviateur Orville Wright. Selon la légende qui circule dans l'entreprise, Carl Bree s'est inspiré d'avions militaires en exercice qu'il prend de prime abord pour des oies, lors d'un déjeuner familial en août 1927 au bord du lac Huron, au nord de Détroit. Conscient de son erreur, il imagine dès lors appliquer les principes aérodynamiques aux véhicules terrestres. Pour confirmer ses théories, Breer fait appel à William Earnshaw, un ingénieur récemment engagé chez Chrysler, afin de chercher quelles sont les conséquences du design automobile dans la pénétration dans l'air du véhicule. C'est ainsi qu'Earnshaw fait appel à Wright pour mesurer la résistance de l'air.
Les années qui suivent, différentes expérimentations sont réalisées. Breer et Wright emmènent des maquettes en soufflerie, une première dans l'automobile, pour trouver la bonne forme et se décident pour une monocoque tout acier, technique déjà utilisée en 1921 mais très peu diffusée. Pour l'étude de résistance des matériaux, ils embauchent le docteur Alexander Klemin. Sur le plan purement stylistique, l'étude est confiée à Norman Bel Gedds et quant à Oliver Clark, il est chargé, à titre de executive body engineer, des dernières phases technologiques.
Le premier prototype, construit en 1932, dénommé « Trifon Special » en l'honneur d'un employé du laboratoire moteur, Demitrion Trifon, est peu convaincant, étant donné que Klemin se trompe dans ses calculs, ce qui n'est pas sans déplaire à John Tjaarda, tenant ainsi sa revanche. En effet, Klemin avait été son professeur il y a deux décennies et n’hésitait pas à traiter Tjaarda d’imbécile. Or, 20 ans après, Tjaarda travaille sur une Lincoln-Zephyr qui se révèle tout aussi aérodynamique, mais presque 2 fois moins lourde.
De l'autre côté de l'Atlantique la firme tchèque Tatra, alors un constructeur automobile important, a mis en production à la même époque une voiture de série haut de gamme, la Tatra 77, qui bien que différente mécaniquement (moteur arrière) utilise des solutions aérodynamiques très similaires, profilage en goutte d'eau, carrosserie surbaissée,et pour cause, Tatra comme Chrysler ayant fait des emprunts à la technique aéronautique et effectué des tests en soufflerie. S'estimant plagié, l'ingénieur Paul Jaray, qui avait coopéré avec Hans Ledwinka pour la conception de la Tatra T77 et sa descendante la T87 (munie d'une dérive stabilisatrice façon empennage d' avion) assignera Chrysler en justice, réclamant la très coquette somme de 40 000 dollars de l'époque (l'équivalent de huit maisons de bon standing).

### Enthousiasme modéré

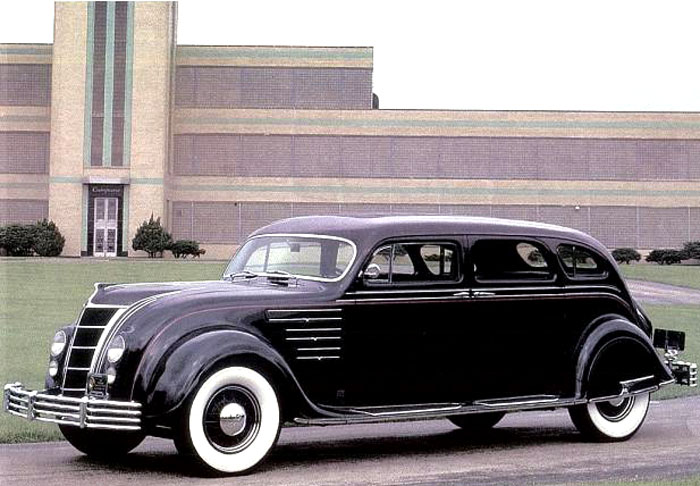
Une Chrysler Imperial Airflow CW de 1935

L'idée originale est que l'Airflow soit présentée seulement sous la marque de milieu de gamme DeSoto. Mais pendant que la voiture commence à prendre forme, Walter Chrysler devient de plus en plus enthousiaste à son sujet. « Je crois sincèrement, dit-il, qu'elle apportera une toute nouvelle tendance dans le transport personnel ». Bien sûr, il désire voir son nom inscrit dessus. L'introduction de cette nouvelle automobile « révolutionnaire » serait, selon lui, une façon de célébrer le prochain 10e anniversaire de la fondation de Chrysler Corporation.
L'argument de vente principal de l'Airflow étant outre son aérodynamique, sa résistance, une démonstration est organisée en 1934, durant laquelle une Airflow est envoyée d'une falaise de plus de 110 pieds. À la fin de sa chute, après avoir touché une fois la falaise, elle atterrit sur ses roues,. Les performances sont également un autre argument de vente pour la Chrysler Airflow. Lors des essais sur route, elle s'est révélée être capable de rouler pendant 500 milles à une vitesse moyenne de 95,7 milles à l'heure, témoignant ainsi de sa durabilité et de ses capacités.
Au départ, lors de sa première présentation, qui a lieu au salon de New York, l'Airflow reçoit un accueil enthousiaste. Elle se distingue des autres automobiles par sa carrosserie profilée et sa calandre très arrondie intégrant les phares. Elle fait, par la suite, sensation dans les différents Salons de l'automobile à travers les États-Unis, où les visiteurs auraient passé des commandes en nombre record. La presse, cependant, est plus mitigée à son égard. Carolyn Edmundson, artiste de mode pour Harper's Bazaar, déclare que l'Airflow possède un « breathlessly different-looking », qui signifie littéralement un « design différent à couper le souffle », mais qui peut néanmoins en anglais, être interprété comme un compliment ou pas. Malheureusement pour Chrysler, l'enthousiasme initial du public pour l'Airflow est de courte durée. En 1933, 45 % de tous les nouveaux véhicules américains sont des Chrysler mais, avec l'arrivée de l'Airflow, ce chiffre chute à 31. La Chrysler six, modèle ancien qui devait connaître sa dernière année, la dépasse amplement et la marque DeSoto souffre davantage faute d'avoir un modèle traditionnel à offrir à la clientèle. Cette chute de l'enthousiasme du public pour l'Airflow peut s'expliquer par le fait que Chrysler ne livre pas les premiers véhicules dans les délais, l'assemblage de l'Airflow est plus difficile et plus coûteux que prévu et enfin, de nombreux problèmes techniques sont rapidement apparus. Par ailleurs, une grève survient entre septembre et octobre 1933, conduite par la Mechanics Educational Society of America (MESA).

### Épilogue
L'Airflow subit de nombreuses retouches stylistiques tandis que le groupe Chrysler met au point pour l'année suivante une version restylée des anciennes Chrysler et Desoto baptisée Airstream. Le modèle Airflow subit un lifting en 1936, arborant une grille dite Diecast. Un coffre dit à bosse est ajouté à l'arrière de la berline, ce qui permet d'installer la roue de secours à l'intérieur du véhicule et non plus sur la carrosserie.
Les ventes de l'Airflow sont de 11 000 exemplaires en 1934, puis de seulement 4 603 en 1937. Walter Chrysler, alors malade et en fin de vie, se demande ce qui n'allait pas. Richard M. Langworth et Jan Norbye, auteurs d'une histoire complète de Chrysler, offrent l'explication suivante : « Walter Chrysler approuva ce concept moderne sans se poser la question de savoir si le public l'accepterait. Ce fut la plus grande erreur de Chrysler ».

### Postérité
L'Airflow inspirera plusieurs autres véhicules. Parmi ceux-ci, on peut citer la ligne "fuseau Sochaux" des Peugeot 402 et 302 en 1935, puis de la 202 en 1936, enfin la Volvo PV 36 (en) dite "Carioca" en 1935, ainsi que la Toyota AA en 1936.

## Technique
La Chrysler Airflow propose de nombreuses idées innovantes, comme le positionnement d'une partie du moteur devant l'essieu avant, ce qui permet au compartiment passager de se déplacer vers l'avant, offrant plus de coffre. Le corps du véhicule, comme l'auteur George Dammann le note, « est construit autour d'une cage de poutres en acier, à laquelle les panneaux de carrosserie sont soudés ». Cette technique utilisée pour la structure confère ainsi une grande rigidité au châssis. Généralement, cette structure est dite autoporteuse, qui s'oppose aux châssis habituels constitués d'une plate-forme en échelle,. Chrysler nomme la structure, développée en collaboration avec Budd Manufacturing, de l'Airflow, bridge truss, qui signifie pont à treillis.
Son moteur à essence est un huit cylindres en ligne, équipé de 2 soupapes par cylindres. La puissance maximale est de 130 bhp (soit environ 122 ch) atteint au régime 3 400 tr/min ; la Custom Imperial CW possède un moteur spécifique, atteignant 150 bhp. Le moteur et la transmission sont inclinés pour abaisser le centre de gravité.

## Versions

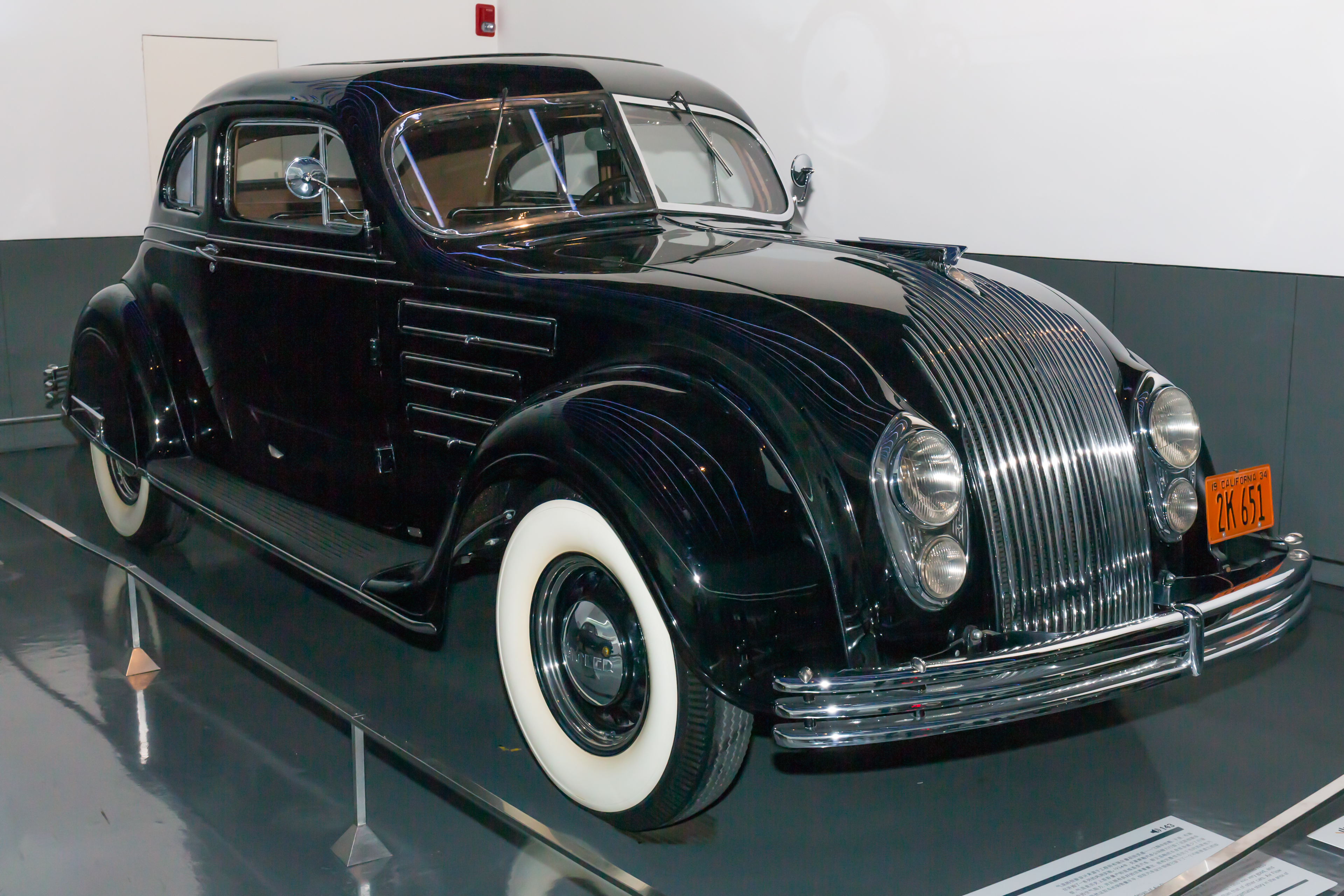
Eight deux portes à Shanghai.

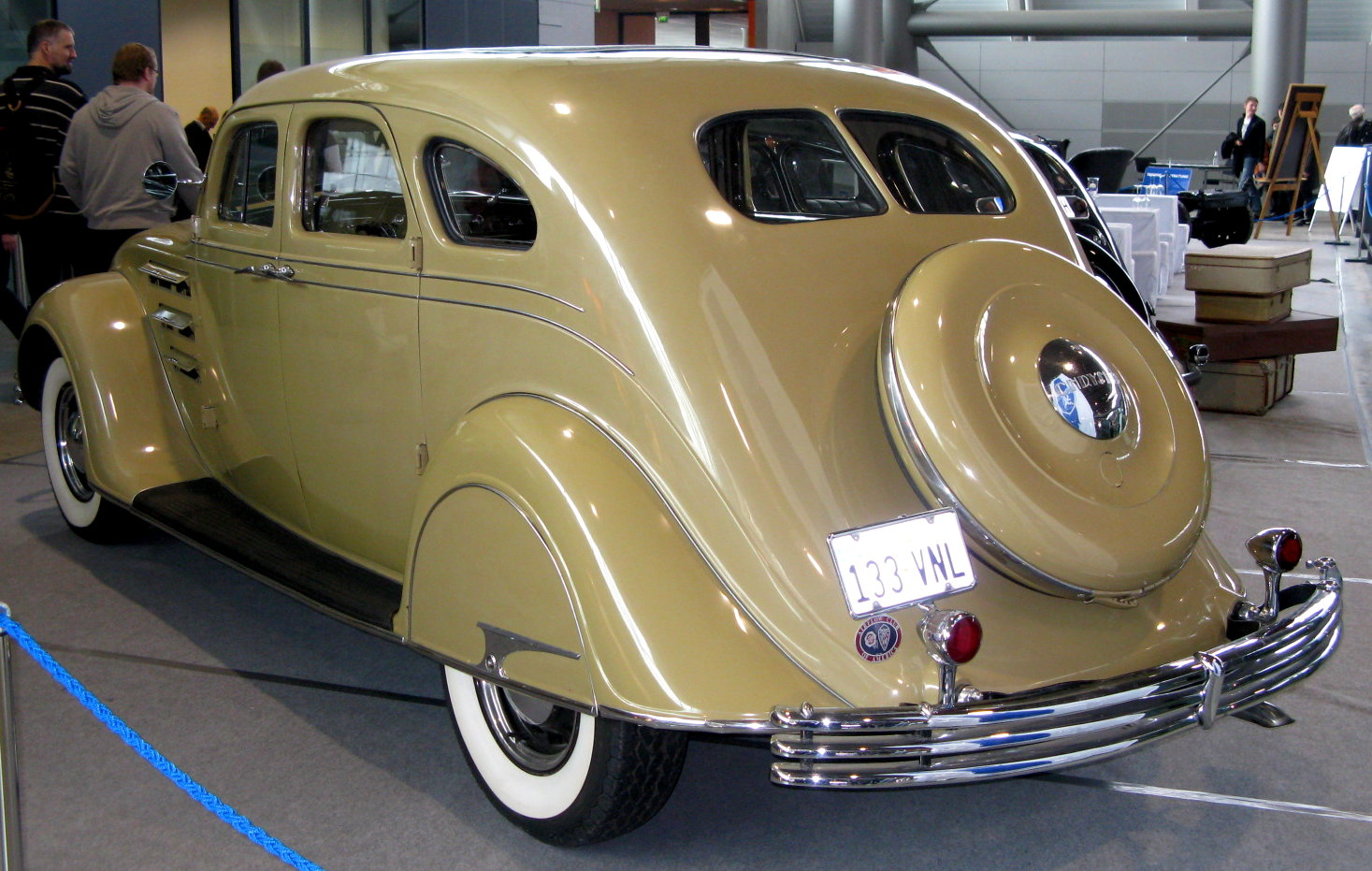
Les berlines possèdent une roue de secours extérieure.

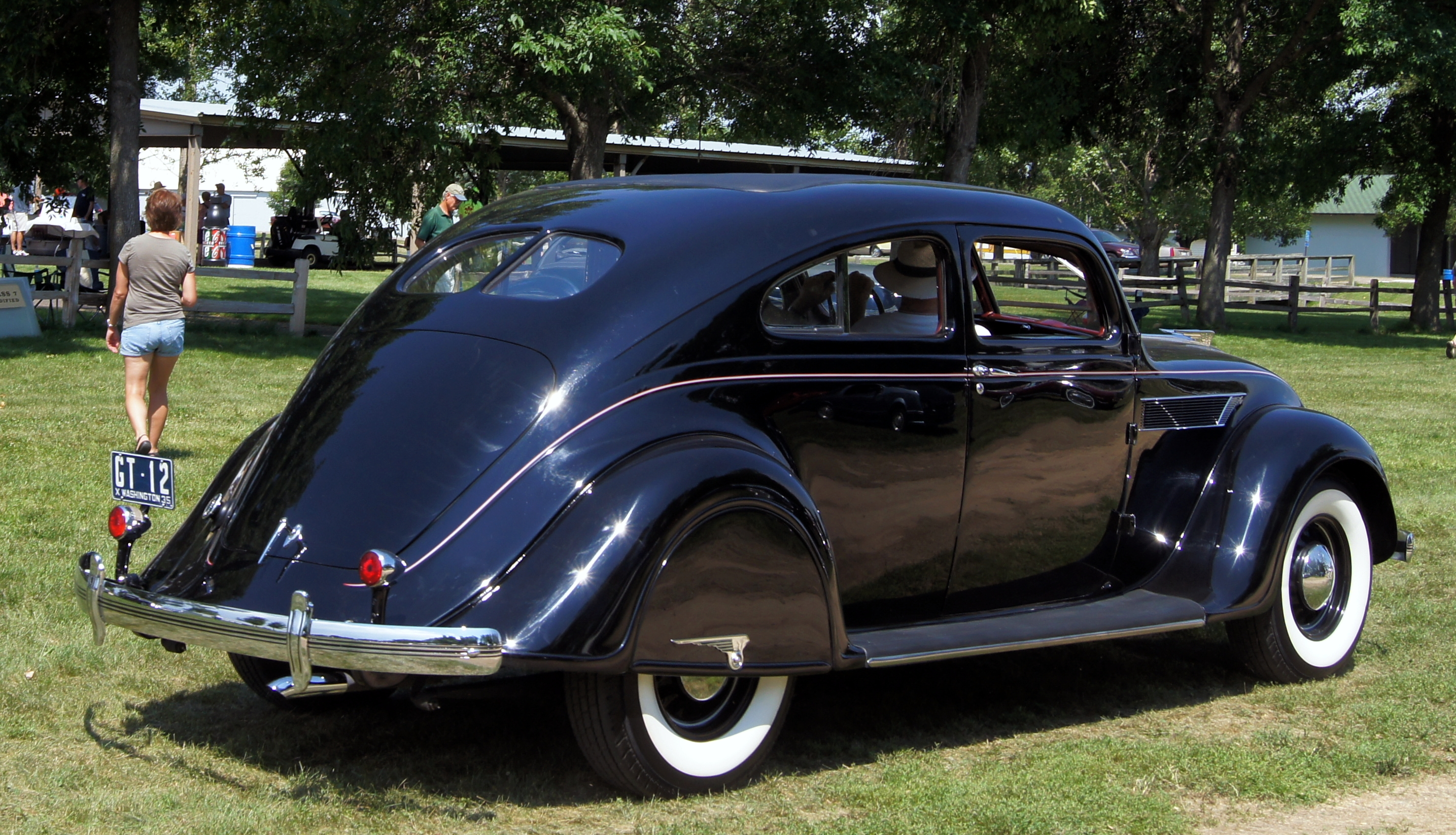
Les coupés (ici une Imperial C2) ont un arrière plus fuselé et la roue à l'intérieur du coffre.

### 1934
Tous les modèles Chrysler, sauf la Six d'entrée de gamme, adoptent la carrosserie Airflow, soit trois modèles : l'Airflow Eight (CU), Airflow Imperial (CV) et Airflow Imperial Custom (CW et CX allongée). DeSoto produit également ses propres Airflow, moins chères, avec un moteur à 6 cylindres. Aucune version cabriolet n'est produite, Chrysler réservant cette version aux anciennes Six dont la production se poursuit.
Les simples Eight (empattement de 123 pouces) sont déclinées en coupé deux portes (5 places), en Brougham (deux portes 6 places à l'arrière plus anguleux), en berline 4 portes et en Town Sedan : une berline 4 portes sans vitres de custode ; ce modèle très rare disparaît dès le début de 1935,. L'Imperial Airflow (128 pouces) comprend également des berlines et coupés ainsi que le Town Sedan qui est également proposé chez les Custom Imperial CV, en plus d'un coupé, d'une berline (avec ou sans cloison vitrée isolant le chauffeur) et d'une limousine 8 places (deux strapontins), avec ou sans cloison. Par rapport aux CX (137 ¹⁄₂ pouces), les opulentes CW (143½) carrossées par Le Baron se distinguent par leur pare-brise sans montant central ; assemblées à la main en peu d'exemplaires, il en existe diverses versions.

### 1935

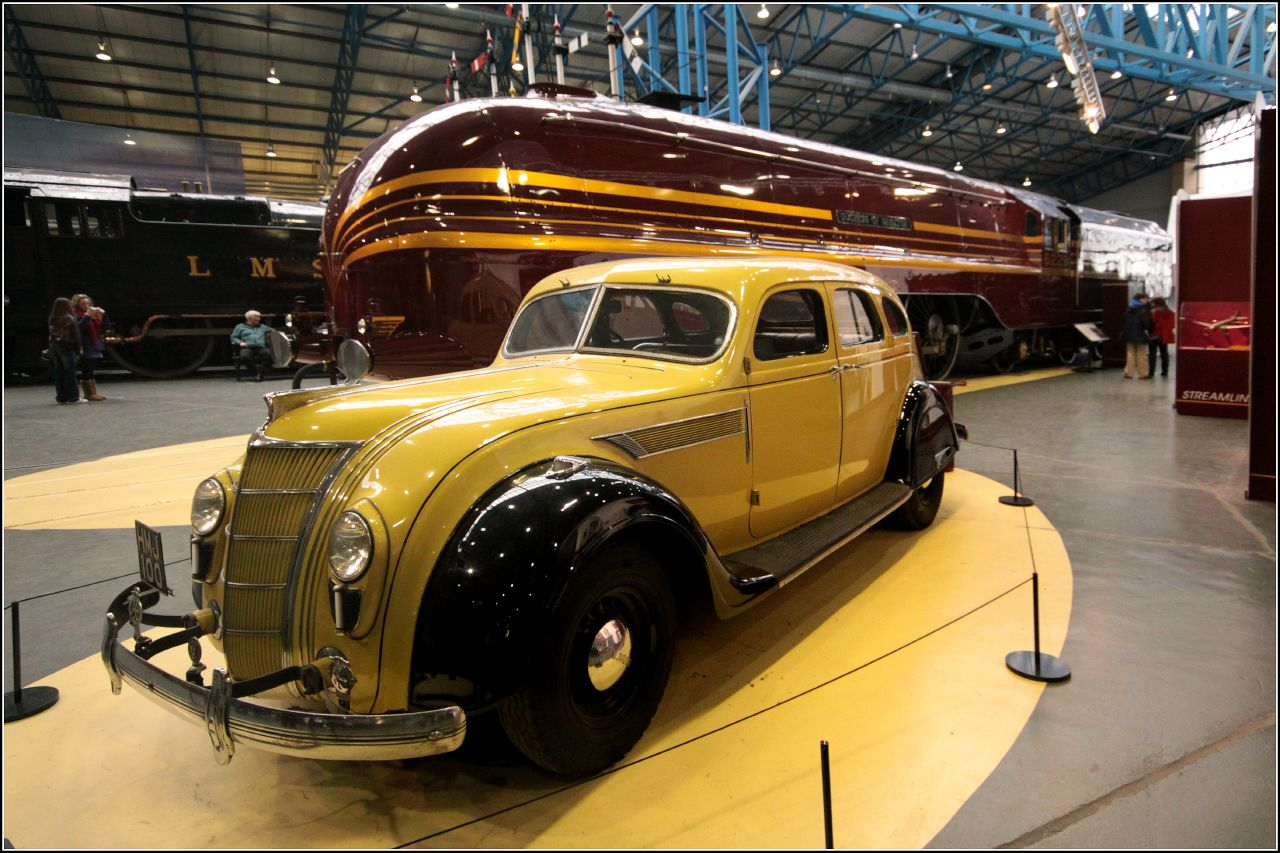
Eight C1 de 1935 au musée de York.

Piqué par le manque d'intérêt des consommateurs dans la voiture, Chrysler répond par des modifications, en 1935, sur le design de la carrosserie. La calandre notamment s'affirme, s'éloignant un peu du Streamline, se banalisant pour satisfaire les clients. Alors qu'en 1934, la Chrysler Six avait une apparence traditionnelle plus carrée — et aura un succès largement supérieur aux Airflow toutes versions confondues — Chrysler (ré)élargit la gamme en créant l'Airstream Eight aux côtés de l'Airstream Six. DeSoto, qui n'avait produit que des Airlow l'année précédente, ajoute un modèle Airstream.
Pour ce qui est des Airflow, la Brougham a disparu et les Town Sedan suivent le même chemin dans l'année. La version Eight est rebaptisée C1 et gagne un coupé sans siège arrière (business coupé), l'Imperial C2, la Custom Imperial C3 et la CW conserve son appellation.

### 1936
En 1936, la berline Airflow abandonne la roue de secours accrochée sur l'arrière de véhicule, mais l'intègre dans une malle. La calandre est également devenue encore plus prononcée. La Eight est classée en tant que C9, l'Imperial de base rebaptisée Custom (C10), et la C3 est devenue la C11.

### 1937

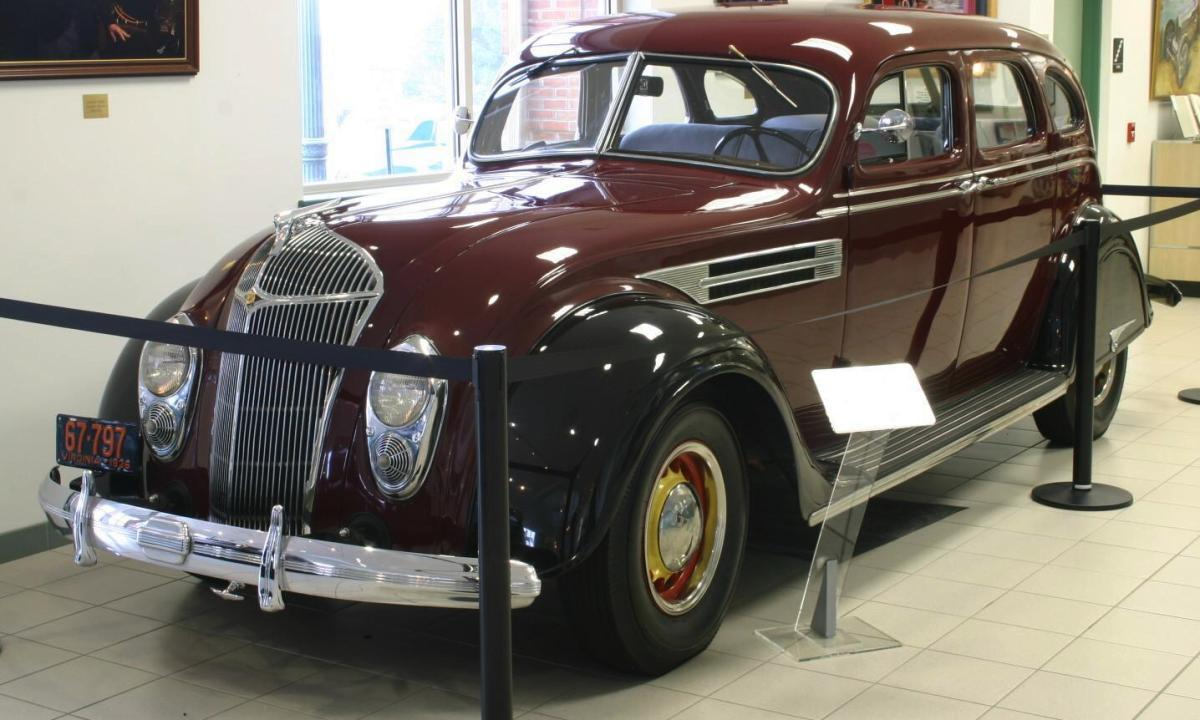
Une Airflow de 1936.
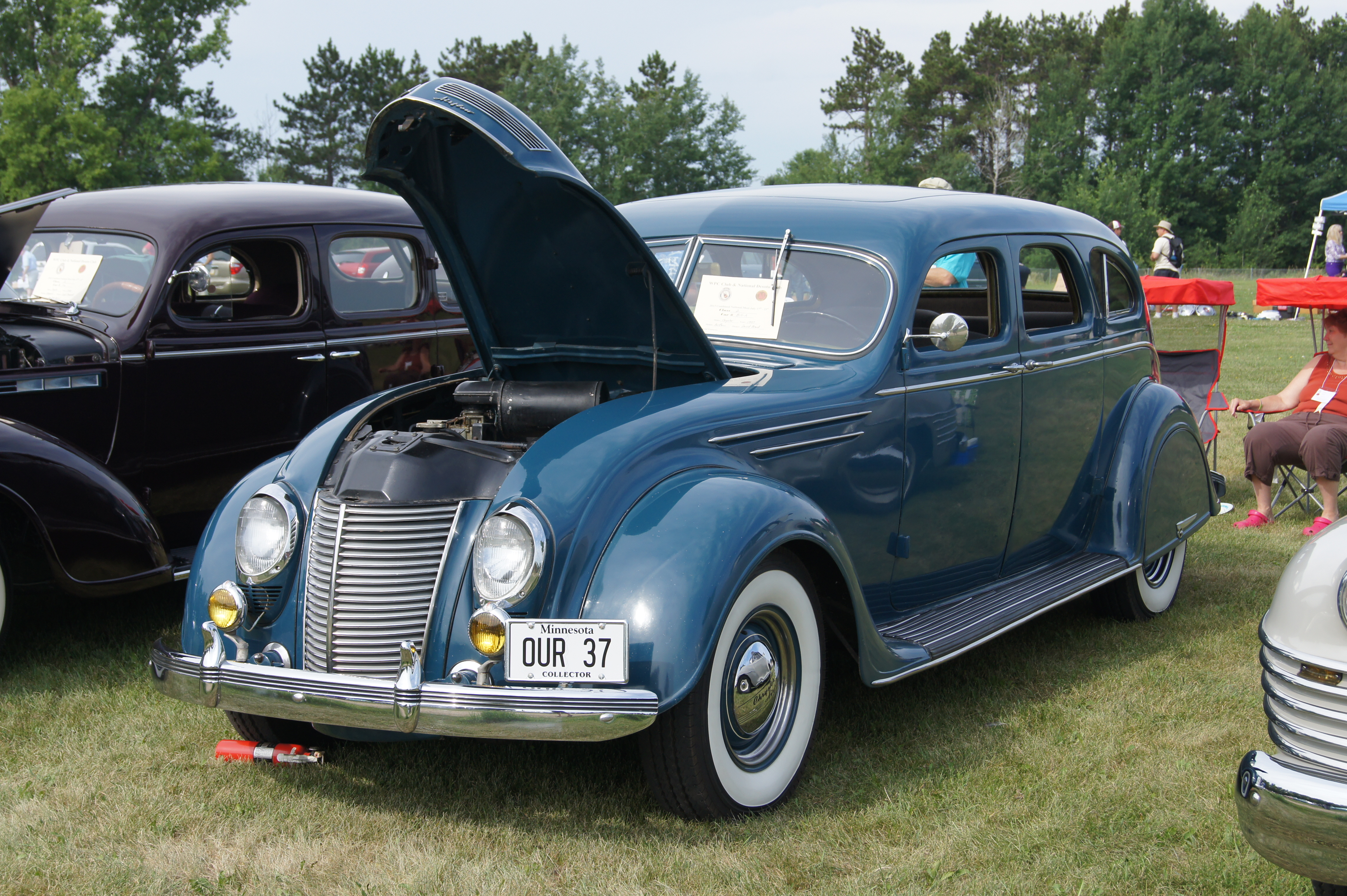
Airflow C17 de 1937.
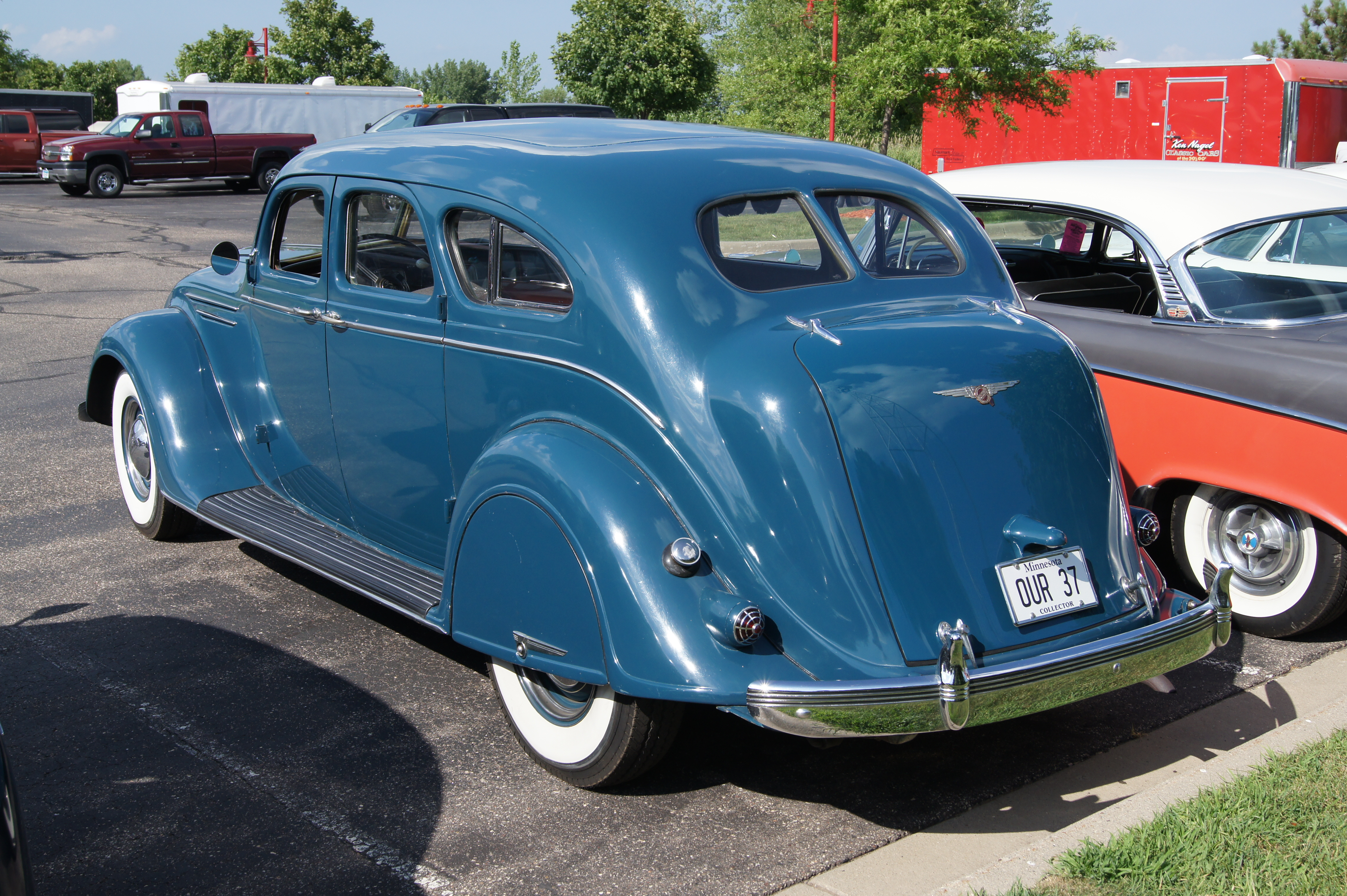
Les modèles 1936-1937 ont une malle bombée.

Dans sa dernière année, l'Airflow n'est proposé qu'en une seule série (C17) deux portes et quatre portes berline. Les Imperial et Custom Imperial sont renouvelées, quittant la lignée Airflow. Cette même année, l'Airflow limousine devient la voiture officielle du Président des Philippines, Manuel L. Quezon.